# Nina Muschallik
Nina Muschallik (* 4. November 1976 in London; † 27. Mai 2020) war eine britische Schauspielerin. Sie besuchte die Redroofs Theatre School in Maidenhead. Sie trat unter anderem in Der Soldat James Ryan als dessen Enkelin auf.
Ebenfalls spielte sie in High Explosive – Flucht aus der Todeszone mit. Dort spielt sie Kate Koller, die Mitglied eines Teams der UN zur Beseitigung von Landminen in Angola ist.